# Salón de la fama (álbum)
Salon de la fama es el primer álbum recopilatorio del cantante puertorriqueño Nicky Jam. Se estrenó el 1 de julio de 2003 por Jams Records & La Messa Productions.

## Producción
Este álbum recopila los éxitos que tuvo el artista entre 1998 hasta 2003, los sencillos en este álbum anteriormente salieron en álbumes como «Playero 41: Past, Present & Future (Part 1)», «Gárgolas Vol. 1: El comando ataca», «Haciendo escante», «Boricua N.Y.», entre otros. Este álbum contiene 3 canciones nuevas que fueron «La vamos a montar», «Buscarte» y «Si tu guayas».

## Listado de canciones
| N.º   | Título                                  | Duración |  |
| 1.    | «Intro»                                 | 2:01     |  |
| 2.    | «La vamos a montar»                     | 3:57     |  |
| 3.    | «Buscarte» (con Daddy Yankee)           | 2:40     |  |
| 4.    | «Si tu guayas» (con Plan B)             | 3:08     |  |
| 5.    | «Filoteao (Remix)»                      | 3:57     |  |
| 6.    | «Descontrol (Remix)»                    | 2:45     |  |
| 7.    | «Interlude»                             | 1:27     |  |
| 8.    | «Trágatela (Remix)»                     | 3:17     |  |
| 9.    | «Y las gatas (Remix)»                   | 2:29     |  |
| 10.   | «Gatas en la disco»                     | 2:27     |  |
| 11.   | «Tienen el control (Remix)»             | 2:58     |  |
| 12.   | «Te haces la difícil (Remix)»           | 3:08     |  |
| 13.   | «Mi gente tiene que bailar (Remix)»     | 2:29     |  |
| 14.   | «Interlude»                             | 0:32     |  |
| 15.   | «Se te acuerdas la primera vez (Remix)» | 2:47     |  |
| 16.   | «Yo no se que esperas tú»               | 2:18     |  |
| 17.   | «Eres tú»                               | 3:15     |  |
| 18.   | «Outro»                                 | 0:52     |  |
| 46:37 |                                         |          |  |

## Posicionamiento En Listas
| Listas (2003)                               | Mejor posición |
| ------------------------------------------- | -------------- |
| Estados Unidos (Billboard Top Latin Albums) | 69             |